# (1235) Шоррия
(1235) Шоррия (лат. Schorria) — астероид, относящийся к группе астероидов пересекающих орбиту Марса, который характеризуется одним из самых длительных периодов вращения среди всех известных астероидов — порядка 52 суток и 17 часов. Он был обнаружен 18 октября 1931 года немецким астрономом Карлом Рейнмутом в обсерватории Хайдельберг в Германии и назван в честь немецкого астронома Рихарда Шорра.

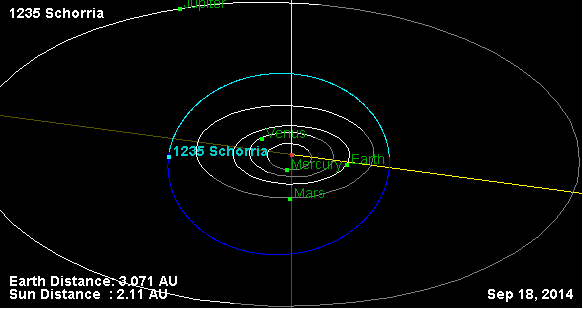
Орбита астероида Шоррия и его положение в Солнечной системе

Фотометрические наблюдения, проведённые с февраля по апрель 2009 года, позволили получить кривые блеска этого тела, из которых следовало, что период вращения астероида вокруг своей оси равняется 1265 ± 80 часам, с изменением блеска по мере вращения 0,43 ± 0,02 m.